# Empis erosa
Empis erosa är en tvåvingeart som beskrevs av Friedrich Hermann Loew 1869. Empis erosa ingår i släktet Empis och familjen dansflugor. Inga underarter finns listade i Catalogue of Life.